# محمد بن أسلم الطوسي
شَيْخُ الْإِسْلَامِ أَبُو الْحَسَنِ مُحَمَّدُ بْنُ أَسْلَمَ بْنِ سَالِمِ بْنِ يَزِيدَ الْكِنْدِيُّ الْخُرَاسَانِيُّ الطُّوسِيُّ الطَّابِرَانِيُّ ويُعرف اختصارًا بـ محمد بن أسلم الطوسي (ق. 180 – 242هـ / 797م – 856م) عالم مسلم في الحديث والعقيدة، وُلد في حدود سنة 180هـ وشَرَع في طلب العلم فرحل إلى العراق ومكة للقاء الحُفَّاظ وتحصيل علو الإسناد وعُرف بزُهده في العبادة وتمسُّكه بالأثر فأثنى عليه العُلماء من الجانبين، تُوفِي بنيسابور لثلاث بقين من المحرم سنة 242هـ.

## اسمه ونسبه ومولده

### اسمه ونسبه
هو «محمد بن أسلم بن سالم بن يزيد الكندي الخراساني الطوسي»
- والكِنْدي نسبةً لبني كندة وهو مولى لهم.[1]
- والطُّوسي نسبةً لبلدة طوس في خُراسان.[2]

### مولده
لم يذكر أحد ممن ترجم له تاريخ ومكان ولادته غير الذهبي وقال في تاريخ ولادته: «مولده: في حدود الثمانين ومائة».

## رحلاته العلمية
رحل محمد بن أسلم الطوسي إلى العراق ومكة وغيرها للقاء الحُفَّاظ والتعلُّم منهم ولإعلاء الإسناد عنده.

## شيوخه وتلاميذه

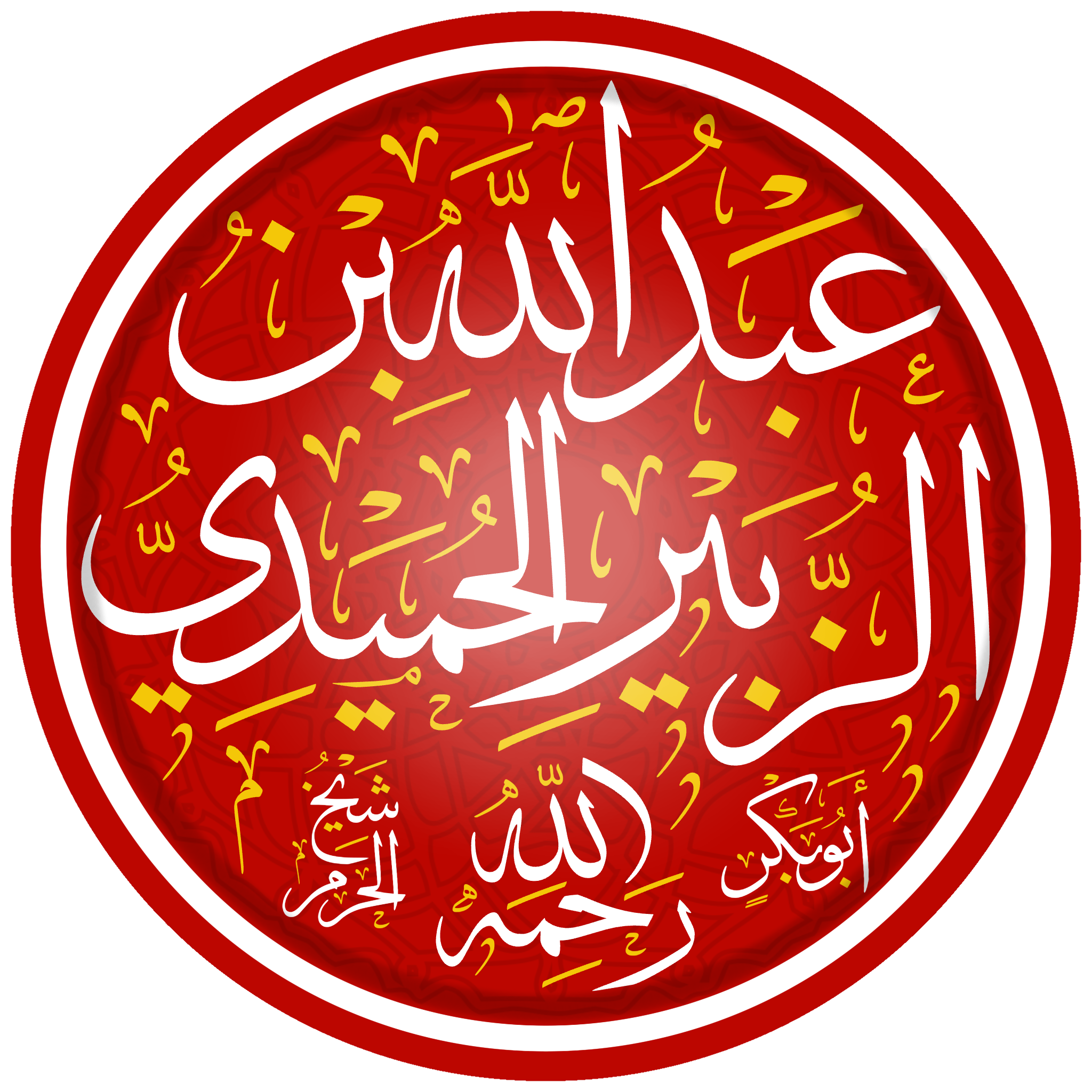
تخطيط اسم عبد الله بن الزبير الحميدي بخط الثُّلُث، أحد شيوخ محمد بن أسلم الطوسي

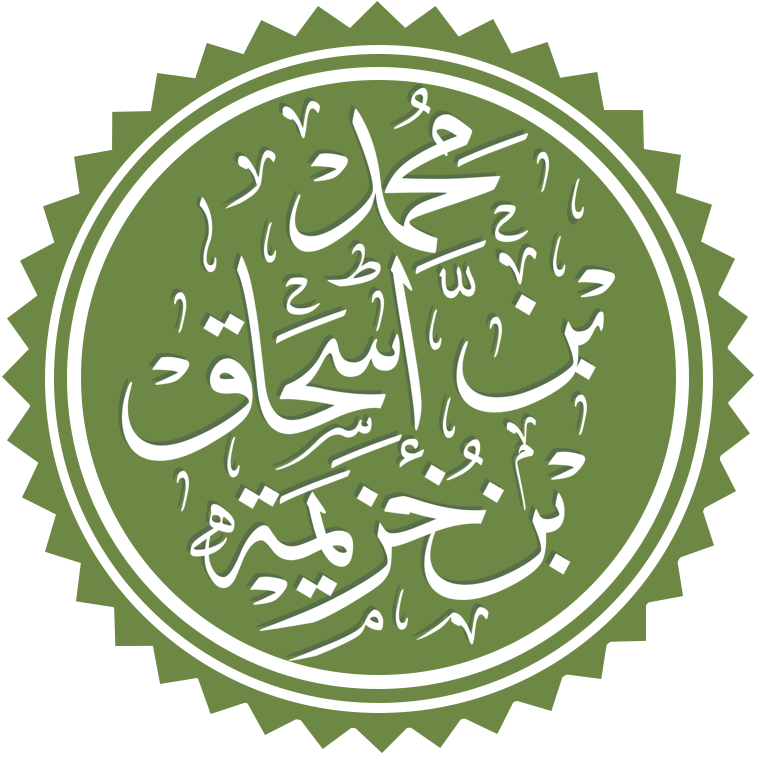
تخطيط اسم ابن خزيمة، أحد تلاميذ محمد بن أسلم الطوسي

- روى عن: جعفر بن عون وحجاج بن منهال وروح بن عبادة وعبد الله بن الزبير الحميدي وأبو عبد الرحمن المقرئ وعبيد الله بن موسى والفضل بن دكين وقبيصة بن عقبة ومحمد بن عبيد الطنافسي ومحمد بن كثير العبدي ومسلم بن إبراهيم والنضر بن شميل ووهب بن جرير ويحيى بن يحيى التميمي ويزيد بن هارون ويعلى بن عبيد الطنافسي.[4]

- روى عنه: إبراهيم بن أبي طالب والحسن الطوسي والحسين بن محمد القباني وزنجويه بن محمد وأبو بكر بن أبي داود وابن خزيمة ومحمد بن عبد الوهاب الفراء.[5]

## عقيدته
كان محمد بن أسلم الطوسي من أئمة السَّلَف وعُرف عنه بحُسن اعتقاده واقتداءه بآثار السابقين ونقضه على المخالفين من المرجئة والجهمية، قال أبو نعيم الأصبهاني في محمد بن أسلم الطوسي: «نقضَ على المخالفين بتِبْيَانِه»، وقال ابن القاسم فيه: «أمَّا كلامه في النَّقض على المُخالفين من المرجئة والجهمية، فشائعٌ ذائعٌ وقد كان  من المثبتة لصفات الله أنها أزلية غير مُحْدَثة».

### القرآن كلام الله
- قال عبد الرحمن بن محمد الحافظ حدثنا عبد الله بن محمد بن الفضل السيداوي سمعت إسحاق بن داود الشعراني يذكر أنه عرض على محمد بن أسلم الطوسي كلام بعض من تكلم في القرآن فقال محمد: «القرآن كلام الله غير مخلوق أينما تُلِي وحيثما كُتِب لا يتَغَيَّر ولا يتَحَوَّل ولا يتَبَدَّل».[9]
- ذكر أبو نعيم الأصبهاني في كتابه حلية الأولياء وطبقات الأصفياء فصلًا من كتاب الرد على الجهمية للطوسي يُثبت فيه أن القرآن كلام الله وليس بمخلوق مُنتقدًا بذلك عقيدة الجهمية.[10]

### الإيمان قول وعمل
- ذكر أبو نعيم الأصبهاني في كتابه حلية الأولياء وطبقات الأصفياء نصًا من كتاب الإيمان للطوسي ينتقد فيه قول الجهمية والمرجئة في الإيمان، ونصَّ قائلًا: «فإن الجهمية زعمت أن الإيمان المعرفة فحسب بلا إقرار ولا عمل. والمرجئة زعمت أنه قول بلا تصديق قلب ولا عمل فكلاهما شيعة إبليس».[11]

## أخلاقه

### زهده وعبادته
عُرف عن محمد بن أسلم الطوسي الزهد والورع وكثرة العبادة فقد قال الحاكم النيسابوري: «قام محمد بن أسلم مقام وكيع، وأفضل من مقامه؛ لزهده وورعه وتتبعه للأثر»، وقال محمد بن رافع: «دخلت على محمد بن أسلم، فما شبهته إلا بأصحاب رسول الله ﷺ»، وقال ابن حبان في محمد بن أسلم الطوسي: «كان من العباد الخشن المتجردين للعبادة المواظبين على إقامة السنة ممن بذل مجهوده في استعمال السنن».

## أشعاره
- قال محمد بن العباس السليطي: سمعت ابن أسلم يُنْشِد:[14]

- قال محمد بن الحسن الرام: قال محمد بن أسلم الطوسي:[14]

## مصنفاته

غلاف الطبعة الأولى من كتاب الأربعين لمحمد بن أسلم الطوسي صادرة عن دار ابن حزم سنة 1421هـ/2000م

له من المصنفات:
- كتاب الأربعين
- كتاب الإيمان
- كتاب الرد على الجهمية
- كتاب السنن
- طرق حديث قبض العلم
- المسند

## وفاته
تُوفِي محمد بن أسلم الطوسي لثلاث بقين من المحرم سنة 242هـ بنيسابور الموافق لسنة 856م.

## ثناء العلماء عليه
- أرسل أحمد بن نصر الخزاعي (ت 231هـ) كتابًا إلى ابن القاسم نصَّ فيه: «اكتب إليَّ بحال محمد بن أسلم، فإنَّه رُكنٌ من أركان الإسلام».[18]
- قال إسحاق بن راهويه (ت 238هـ): «لم أسمع عالمًا منذ خمسين سنة أعلم من محمد بن أسلم»،[7] وعندما ذُكر حديث «إن الله لم يكن ليجمع أمة محمد على ضلالة، فإذا رأيتم الاختلاف فعليكم بالسواد الأعظم» سأل رجلٌ إسحاق بن راهويه: «من السواد الأعظم؟» فقال: «محمد بن أسلم وأصحابه ومن تبعه».[7]
- قال أحمد بن حنبل (ت 241هـ): «وأما محمد بن أسلم لو أمكنني زيارته لزرته».[19]
- وثَّقه أبو حاتم الرازي (ت 277هـ) وقال ابنه: «سمعت أبي يقول محمد بن أسلم ثقة»[20]
- قال ابن خزيمة (ت 311هـ): «لم أر مثله دينا، وديانة يقارن بأحمد، وإسحاق».[21]
- كان زنجويه بن محمد (ت 318هـ) إذا حدث عن محمد بن أسلم، يقول: "أخبرنا محمد بن أسلم الزاهد الرباني".[22]
- قال أبو نعيم الأصبهاني (ت 430هـ): «محمد بن أسلم ومنهم السليم الأسلم المذكور بالسواد الأعظم الطوسي أبو الحسن محمد بن أسلم. أحواله مشتهرة مشهورة، وشمائله مسطرة مذكورة. كان بالآثار مقتديا، وعن الآراء منتهيا، أعطي بيانا وبلاغة وزهدا وقناعة، نقض على المخالفين بتبيانه، وأقبل على تصحيح حاله وشأنه».[7]

### فهرس المراجع
1. 1 2 3 4  الذهبي (1985)، ج. 12، ص. 195.
2. ↑  الطوسي (2000)، ص. 12.
3. ↑  الطوسي (2000)، ص. 13.
4. ↑  الطوسي (2000)، ص. 14–16.
5. ↑  الطوسي (2000)، ص. 17–18.
6. ↑  الطوسي (2000)، ص. 18.
7. 1 2 3 4  الأصبهاني (1974)، ج. 9، ص. 238.
8. ↑  الذهبي (1985)، ج. 12، ص. 202.
9. ↑  الذهبي (1995)، ص. 192.
10. ↑  الأصبهاني (1974)، ج. 9، ص. 244.
11. ↑  الأصبهاني (1974)، ج. 9، ص. 247–248.
12. 1 2  الذهبي (1985)، ج. 12، ص. 196.
13. ↑  ابن حبان (1973)، ج. 9، ص. 97.
14. 1 2  المنصوري (2015)، ج. 2، ص. 856.
15. ↑  المنصوري (2015)، ج. 2، ص. 854.
16. ↑  الطوسي (2000)، ص. 23.
17. ↑  الزركلي (2002)، ج. 6، ص. 34.
18. ↑  الذهبي (1985)، ج. 12، ص. 198.
19. ↑  المزكي (2004)، ص. 267.
20. ↑  ابن أبي حاتم (1952)، ج. 7، ص. 201.
21. ↑  الخليلي (1989)، ج. 3، ص. 831.
22. ↑  الخطيب (1983)، ج. 2، ص. 87.

### بيانات المراجع (مُرتَّبة حسب تاريخ النشر)
- ابن أبي حاتم (1952)، الجرح والتعديل (ط. 1)، بيروت، حيدر آباد: دائرة المعارف العثمانية، دار الكتب العلمية، OCLC:122789034، QID:Q119627962{{استشهاد}}:  صيانة الاستشهاد: ref duplicates default (link)
- ابن حبان (1973)، الثقات، حيدر آباد: دائرة المعارف العثمانية، OCLC:4770597653، QID:Q121009378{{استشهاد}}:  صيانة الاستشهاد: ref duplicates default (link)
- أبو نعيم الأصبهاني (1974)، حلية الأولياء وطبقات الأصفياء، مصر: مطبعة السعادة، OCLC:956974794، QID:Q120999035
- الخطيب البغدادي (1983)، الجامع لأخلاق الراوي وآداب السامع، تحقيق: محمود الطحان، الرياض: مكتبة المعارف للنشر والتوزيع، QID:Q30314720
- شمس الدين الذهبي (1985)، سير أعلام النبلاء، تحقيق: شعيب الأرنؤوط، مجموعة (ط. 1)، بيروت: مؤسسة الرسالة، OCLC:4770539064، QID:Q113078038
- أبو يعلى الخليلي، خليل بن عبد الله بن أحمد بن إبراهيم بن الخليل القزويني (1989). الإرشاد في معرفة علماء الحديث. المحقق: محمد سعيد عمر إدريس (ط. 1). الرياض: مكتبة الرشد. مؤرشف من الأصل في 2024-12-03.
- شمس الدين أبو عبد الله محمد بن أحمد بن عثمان بن قَايْماز الذهبي (1995). العلو للعلي الغفار في إيضاح صحيح الأخبار وسقيمها. تحقيق: أبو محمد أشرف بن عبد المقصود (ط. 1). الرياض – السعودية: مكتبة أضواء السلف. مؤرشف من الأصل في 2024-07-23.
- محمد بن أسلم الطوسي (2000)، كتاب الأربعين: وهو ثاني الأربعينيات في الحديث النبوي، تحقيق: مشعل بن باني الجبرين المطيري، بيروت: دار ابن حزم، OCLC:123282316، OL:21790535M، QID:Q131337439
- خير الدين الزركلي (2002)، الأعلام: قاموس تراجم لأشهر الرجال والنساء من العرب والمستعربين والمستشرقين (ط. 15)، بيروت: دار العلم للملايين، OCLC:1127653771، QID:Q113504685
- أبو إسحاق إبراهيم بن محمد بن يحيى المزكي (2004). المزكيات. محقق: أحمد بن فارس السلوم (ط. الأولى). بيروت: دار البشائر الإسلامية. مؤرشف من الأصل في 2024-05-06.
- أبو الطيب نايف بن صلاح بن علي المنصوري (2015). المسالك القويمة بتراجم رجال ابن خزيمة في الصحيح والتوحيد والفوائد (ط. 1). الرياض: دار العاصمة. ISBN:9786038143797. OCLC:939218765. مؤرشف من الأصل في 2024-12-02.